# NGC 924
NGC 924 (другие обозначения — UGC 1912, MCG 3-7-12, ZWG 462.12, PGC 9302) — линзообразная галактика (S0) в созвездии Овен. Открыта Уильямом Гершелем в 1785 году. Описание Дрейера: «очень тусклый, очень маленький объект неправильной, но округлой формы».
Этот объект входит в число перечисленных в оригинальной редакции «Нового общего каталога».
Галактика NGC 924 входит в состав группы галактик NGC 976. Помимо NGC 924 в группу также входят ещё 10 галактик.